# Seubun Keutapang
Seubun Keutapang is een bestuurslaag in het regentschap Aceh Besar van de provincie Atjeh, Indonesië. Seubun Keutapang telt 389 inwoners (volkstelling 2010).